# Písemnost
Písemnost zachycuje napsaný text. Podle nosiče písemně zaznamenaných informací se písemnosti rozlišují na listiny (jejich podklad však nemusí tvořit jen papír, ale třeba také látka, kůra, kámen apod.) a na písemnosti ostatní, zejména elektronické. Jestliže jde o zachycení právního jednání v písemné formě, je jejich význam podle § 562 odst. 1 a § 3026 odst. 1 občanského zákoníku rovnocenný, pokud z nich lze zjistit obsah jednání a určit jednající osoby.
Základní náležitostí každé právní písemnosti je podpis právně jednajícího. Ve smyslu § 561 odst. 1 občanského zákoníku může být vlastnoruční podpis v obvyklých případech nahrazen mechanickými prostředky, např. razítkem. Písemnosti elektronické, např. v podobě e-mailu, se opatřují elektronickým podpisem.